# Batalla de Buesaco
La batalla de Buesaco fue un enfrentamiento militar librado el 31 de agosto de 1839, entre las fuerzas del gobierno de la República de la Nueva Granada y los rebeldes.

## Antecedentes
El Congreso, en mayo de 1839, ordenaba ejecutar la norma de 1831 para cerrar 4 conventos menores de San Juan de Pasto, todos con menos de 8 religiosos, con el respaldo de los obispos y el dinero obtenido de la desamortización se usaría para la educación pública. Sin embargo, el superior de la congregación de San Felipe Neri, padre Francisco de Villota y Barrera, levantó al pueblo pastuso contra la medida.
Cuando los pastusos recorrieron las calles llamando a la guerra santa, el gobernador, Antonio José Chávez, negocio un acuerdo con los alzados. Sin embargo, el presidente José Ignacio de Márquez lo desconoció y mando al general Pedro Alcántara Herrán a sofocar la revuelta. Herrán avanza por Quindío, ofreciendo un indulto que los rebeldes, cada vez más radicalizados, rechazan. Permanece en La Venta esperando a sus refuerzos y luego avanza sobre Pasto, encontrándose con sus enemigos en Buesaco, liderados por los patianos Juan Andrés Noguera y los hermanos Estanislao y Tomás España.
En la tarde del 30 de agosto, los rebeldes se aproximaron a Buesaco por el camino de Pajajoy sin ser detectados por la niebla. Herrán llegó a Buesaco siguiendo el río Juanambú, enterándose de que Chávez había sido vencido al otro lado del Guáitara y los rebeldes controlaban todo el cantón de Túquerres, no podía saber las posiciones ni el número de alzados porque la población local le era hostil y acababa con todos los exploradores que enviaba. Sus fuerzas se componían del escuadrón Guías de Patía (mandado por el coronel Juan Gregorio López) y los medio batallones 1º (teniente coronel Marcelo Buitrago), 2º (sargento mayor Juan B. Guzmán) y 7º (sargento mayor Manuel Mutis).

## Batalla
Al amanecer del 31 de agosto un pequeño número de jinetes insurrectos se acercó demasiado a su campamento por el camino de Pajajoy, anunciando la captura de Chávez y que exterminaría a su columna de no retirarse, lo que aprovechó el general para atacarlos con 30 jinetes del escuadrón Guías de Patía. Detrás de la caballería rebelde había una loma donde podía estar oculta su infantería lista para una emboscada, así que el general envió en formación de guerrilla (abierta) a los medio batallones 2º y 7º en los montes cercanos desde donde podía vigilarse la posición. El 1º y el resto de su caballería seguían lentamente a Herrán más atrás.
En cuanto los gubernamentales detectaron a toda la fuerza rebeldes que estaba, como se esperaba, lista para emboscarlos, ordenaron a los Guías de Patía detenerse y el medio batallón 1º formó en línea pero intentando animarlos a atacarle. Así, el ala derecha es protegida por el 7º, la izquierda por el 2º, el centro por el 1º, en reserva los Guías y la guardia nacional de Popayán vigilaba el campamento. El piquete de 30 jinetes quedó en un claro a la derecha del 1º. Los insurrectos cargaron bravamente después de ser bendecidos por sus párrocos, intentando flanquear a los gubernamentales aprovechando su superioridad numérica pero las guerrillas de Herrán rompieron fuego sobre ellos mientras el piquete cargaba sobre su centro para contenerlo mientras destruía sus alas, sin embargo, los jinetes montados se abrieron paso entre la fuerza enemiga hasta ser rodeados y casi todos muertos.
Los sobrevivientes del piquete se retiraron y el 1º hizo una descarga de fuego cerrado sobre el enemigo, ganando lentamente el terreno hasta tomar un cañón que tenían los rebeldes. Poco después, los insurrectos se deshicieron en una desordenada huida.

## Consecuencias
Herrán ordenó no lastimar a los prisioneros y se encargó de alimentar a sus soldados y cuidar a sus heridos, dejando a estos últimos en un hospital con 100 guardias mientras él entraba en Pasto al día siguiente, encontrándola despoblada porque los habitantes temían su castigo. Sin embargo, el 2 de septiembre expuso un indulto para todo rebelde que se presentase. Una jornada después, las tropas dejadas en Buesaco se unieron a la guarnición en Pasto. Además, capturaba en el pueblo de Anganoy 5 cañones y dispersaba a la masa de insurrectos. También se enteró de que Chávez y sus 600 mal armados efectivos, una vez vencidos, huyeron a Ecuador.